# گویش مشهدی
گویش مشهدی، یکی از گویش‌های زبان فارسی به‌شمار می‌آید. زبان شناسان این گویش را پس از گویش سبزواری عصاره‌ای از زبان فارسی نو می‌دانند و بسیاری از واژگان گمشدهٔ این زبان را می‌توان در گفتار عامیانهٔ مشهدی‌ها جست. اما امروز آنان که از شهر دیگری به مشهد سفر می‌کنند، اثری کم‌رنگ از این گویش را مشاهده می‌کنند؛ چیزی که شاید تنها به برخی محلات خاص این شهر محدود شود.
گویش مشهدی، بازماندهٔ گویش توس قدیم است. این گویش به زبان فارسی معیار شباهت دارد و از آن‌جا که بزرگترین نامهٔ پارسی، شاهنامهٔ فردوسی توسی، به گویش قدیم توس نوشته شده، دارای ارزش زیادی است.

## از نگاه پژوهشگران و زبان‌شناسان
مهدی سیدی، پژوهشگر و کارشناس در زمینه لهجه و گویش مشهدی در خصوص این لهجه می‌گوید:
لهجه و گویش مشهدی یا به عبارت علمی تر فارسی مشهدی یکی از موثرترین گویش‌ها بعد از لهجه سبزواری در فارسی دری است، چرا که خاستگاه فارسی دری و همچنین ادبیات اصیل فارسی این گویش و زبان زیباست.

مهدی سیدی همچنین در ارتباط با جایگاه لهجه و گویش مشهدی می‌گوید:
وقتی صحبت از گویش اصیل فارسی دری است به‌طور مطلق خراسان و توس حرف اول و آخر را خواهد زد، شاهنامهٔ منصور اشعار رودکی و شاهنامهٔ فردوسی تماماً آثاری هستند که قبل از گلستان و بوستان سعدی و غزلیات حافظ خلق شده‌اند. فارسی دری بعد ازاسلام در ایران، زبان رسمی ای بود که در دربار ساسانیان که دایرهٔ حکمرانی‌شان تا نواحی مرکزی ایران گسترده بوده مورد استفاده قرار می‌گرفت، در اصل عنوان دری از درباری به معنی زبانی که در دربار از آن استفاده می‌شد گرفته شده‌است و کلیهٔ مکاتبات اداری و رسمی به آن زبان صورت می‌گرفت و این درست در زمانی بود که به جز خراسان و نواحی‌ای از تاجیکستان امروزی در بقیهٔ ایران که به عراق عجم معروف بود، عرب‌ها سلطه داشتند و زبان رسمی عربی بود، به نحوی که کلیهٔ آثار مهم نگاشته شده در آن عصر و قبل از آن در این منطقه کلاً به زبان عربی بوده‌است.

بنا به توضیحاتی که ارائه شد پر واضح است که گویش مشهدی یا فارسی مشهدی گرانبهاترین گنجینهٔ زندهٔ ادبیات و فارسی اصیل دری است و حتی به شکل توسعه یافته‌تری گنجینهٔ فرهنگ اصیل ایرانی، تنها ۸۰ درصد افسانه‌ها و اشعار حماسی و پهلوانی ایران از شهر توس برخاسته است. در این گویش لغات اصیل فارسی موج می‌زند به‌طوری‌که اشعار کهن ما، برای خراسانی‌ها ومشهدی‌ها کاملاً قابل فهم است .
دکتر تقی وحیدیان کامیار، محقق و استاد دانشگاه جندی شاپور اهواز و دانشگاه فردوسی مشهد، در این زمینه اظهار می‌دارد:
نزدیک‌ترین گویش به فارسی معیار، گویش مشهدی است، به‌طوری‌که اصیل‌ترین و ریشه‌دارترین فارسی را می‌توان از مردم این شهر شنید.

برخلاف تصور عامه که ریشه‌های زبان فارسی را از فارس و شیراز می‌دانند، فارسی دری اصیل از توس قدیم، نیشابور و مشهد کنونی انتشار یافته‌است. 

تقی کامیار همچنین علت تحت تأثیر قرار گرفتن گویش مشهدی از فارسی معیار را مرتبط با تفاوت‌های اندک آن با فارسی معیار می‌داند واظهار می‌دارد:
لهجه‌هایی مانند اصفهانی، یزدی، شیرازی و … تفاوت‌های ساختاری با فارسی معیار دارند، در حالی که در گویش مشهدی تنها در برخی آواها و تکیه‌ها با فارسی معیار متفاوت است.
محسن رحیمی، زبان‌شناس و شاهنامه پژوه دربارهٔ گویش مشهدی می‌نویسد: 
(گویش توسی یکی از گویش‌های ناب و ارزشمند زبان پارسی دری بوده‌است که از برای پیشینهٔ تاریخی و پیوند با گذشتهٔ پارسی دری، بررسی و شناخت آن ارج و ارزش فراوانی دارد. این گویش در زیر شاخهٔ گویش‌های خراسان یکی از مایه‌ورترین، گسترده‌ترین و پیشرفته‌ترین گویش‌های زبان‌های ایرانی بوده‌است. توسی‌ها در پیدایش و باروری زبان پارسی دری، پس از اسلام، نقش بسیاری داشته‌اند. شاهنامه منثور به پشتیبانی ابومنصور محمدبن عبدالرزاق فرماندار توس و به سرپرستی وزیر او نوشته شد. دقیقی توسی آغازگر سرایش شاهنامه بود. فردوسی توسی، شاهنامه را سرود. پس از فردوسی، اسدی توسی نیز نخستین واژه‌نامه پارسی را گردآوری نمود.
اکنون لهجهٔ مشهدی، بازماندهٔ زنده، گویش توسی است، باید گفت تا دو سده پیش تفاوتی میان گویش توسی و لهجهٔ مشهدی نبوده است، اما رفته رفته به دلایلی چند، گویش کهن توسی به فراموشی سپرده شده است، بلایی که اکنون لهجهٔ مشهدی نیز اندک اندک بدان گرفتار می‌آید.)

## آشنایی با گویش مشهدی
ضمایر:

من = مو

تو = تُو(گویشی خاص تر) 

او(اون) = او
آن = او

ما = ما 

شما = شما 

آنها = اونا
گنجشک = چغوک
گوجه فرنگی = گُرجه
بشقاب برنج خوری = دووری
بشقاب میوه خوری = پیش دستی (پُشدستی)
کوچه = میلان
بالش = مُتَکّا
آب = اُو
خواب = خوو
شب = شوو
گاو = گُوو
تیله = توشله
سینی = مُجُمّه
تیر و کمان = پلخمون
مارمولک = کلپسه 
تلمبه باد = ناسوس 
کیک = کیس
چه مقدار = چقذر
جا بجا شدن = جل جل(جول جول) 

### صرف افعال در مشهدی
برخی از افعال به شکل دیگری تبدیل می‌شوند، به عنوان نمونه «شدن» به «رفتن» تبدیل می‌شود، مثال: امشب چه زیبا شدی  = امشوو طُو قِشَنگ رِفتی. 
و بالعکس تبدیل (رفتن) به (شدن) مثال: یادت نره = یادت نِشَه
«را» ی مفعولی به «ره» تبدیل می‌شود، مثال: هیچ‌کسی مثل من تو را دوست ندارد = هیچ کی (در هنگام تلفظ «هیشکی» شنیده می‌شود) مثل مو تو ره دوست نِدِره.

#### شباهت‌های ظاهری افعال در صرف
در بعضی موارد محدود، ظاهر نوشتاری (املایی) کلمات در گویش مشهدی کاملاً شبیه هم می‌شوند که برای افرادی که با بافت گویش مشهدی آشنایی کافی ندارند یا در معرض این لهجه به شکل مداوم قرار نگرفته‌اند یا حتی گوش آن‌ها با این لهجه آشنایی کافی ندارد می‌تواند گیج‌کننده باشد. در این موارد دقت کردن به موقعیت قرار گرفتن استرس یا کشیدگی صداها در هر کلمه می‌تواند به تشخیص معنی مورد نظر کمک کند. مثال رایج در این مورد شباهت ظاهری صرف افعال رفتن، بریدن، برنده شدن، بردن (چیزی یا کسی به همراه خود) در اول شخص مفرد است.
مو بُرُم(mo bo'rom)(استرس روی صدای اُ اول است) به معنی: من بروم. مثال: مو بُرُم دِگِ: دیگر من بروم.
مُبُرُّم(mobo'rrom)("مو" و "برم" جدا تلفظ نمی‌شوند و ر با تشدید ادا می‌شود) به معنی: من آن را می‌برم اش. مثال: تو کارِت نِبِشِه مو اورِه مُبُرُّمِش: تو نگران نباش من آن را (مثلاً چیزی را با اره یا با چاقو یا چیز دیگری) خواهم برید.
مُوبُرُم(moboro'm)به معنی: من می‌برم. مثال: تو کارِت نِبِشِه مو اورِه مُبُرُمِش: تو نگران نباش من او را برنده می‌شوم/او را شکست خواهم داد.
مُوبُرُم(mob'or'om)(دو استرس دارد و استرس اولی خفیف و استرس دومی شدید تر است) به معنی: من او را با خودم می‌برم یا من او را به مقصد خواهم رساند. مثال: تو کارِت نِبِشِه مو اورِه مُبُرُمِش: تو نگران او نباش من او را (به عنوان مثال به مدرسه) می‌برم.

### کلمات مشهدی
برخی کلمات و اصطلاحات مشهدی، به همراه معنی آن‌ها را در زیر مشاهده می‌کنید:
- اخکوک (به فتح ا) = زردآلو نارس. زردآلو کال
- اِشکاف = کمد تاقچه
- اَردِهْ= بیشتر به چرخ موتور ودور چرخه گفته می‌شود اما همه انواع چرخ را شامل می‌شود
- اقذر= این مقدار،این اندازه، به دفعات،انقدر(
- اقذر گُفتم) گفتم
- ناسوس = تلمبه باد دستی که برای دوچرخه استفاده میشود
- آغل چُغُک = لانهٔ گنجشک
- آق میرزا= همسر خواهر
- اوسکل نبات= نبات چوبدار
- اَلِفچ = نوچ، چسبناکی در اثر شیرینی
- اُه یَره = آهای آقا!
- اُوشتولی = مال مفت، مجانی
- اُستوندن=گرفتن
- اندر= ناتنی / مادر اندر = مادر ناتنی
- بِرِه = برای (چیزی یا کسی). بِرِه مَمَّدِما هم توشله آوُردَن = برای محمدی که ما می‌شناسیم هم تیله آوردند. (وقتی «ما» را بلافاصله بعد از اسم شخصی به کار می‌برند به این معنی است که یا آن شخص در فامیل آن‌ها است یا با او نسبت خیلی نزدیک و صمیمی دارند).
- بزِش = بهش (در گویش قدیمی مشهدی حرف «ز» بین «به» و «ضمیر» قرار می‌گرفته‌است مانند بزت= به تو یا بزم= به من، مثال کاربردی آن عبارت است از «بزٍت مُگُم بزٍش بٍگی بزٍت مٍگه بزٍم بگی» یعنی بهت میگم بهش بگی بهت میگه بهم بگی
- بزغله مار (به ضم ب) = بزمجه
- بٌزٌنقره = جوجه تیغی
- بِرار=:برادر
- بی اِشکِل= عبارتی که  برای نشان دادن صداقت گفته‌های خود میاید شبیه قسم
- بِـکَّـن (یره بِـکَّـن دِگِه) = بیش از این سر به سر من نگذار، بیخیال شو، اعصاب مرا خرد نکن، مرا رها کن
- بیساژ = یک حالت از بازی با لانکا که آن را با بغل پا بطور مکرر (مانند روپائی ولی با بغل پا) انجام می‌دادند به‌طوری‌که پائی که با لانکا بازی می‌کرد نباید با زمین برخورد می‌کرد.
- بیخ =کنار
- بیغوش=جغد
- بِل = بیل
- بوم = پشت بام
- پَتّ (به فتح پ) = پشم. موی فرفری. موی زائد
- پِلَخ = عمل نشان دادن انگشت شصت به منظور منفی (حرکت بسیار بی ادبانه).
- پِلَخمون = فلاخن، قلاب‌سنگ تیرکمان سنگی
- پِندِری = گمان می‌کنی
- پاچلنگ = ساعد پا - پاچه شلوار محدود با ساق پا
- پاچال= دخل صندوق مغازه
- پال پال کردن= جستجو کردن
- پاتروم =سرپیچ لامپ
- پورچَنَه = پرحرفی (یَرَه اِقد پورچنگی نکن)
- پوفله= تاول
- پوز = دهان
- پَخُل = ناخون
- پاچین= ساق مرغ
- توشله = تیله
- تُو خوردن = گشتن چرخیدن
- تیفال= دیوار
- تَسمه= کمربند
- تارت و پارت رفتن = متفرق شدن
- جُل جُل، جُل خوردن = تکان خوردن خفیف
- جوری = ذرت
- جزغاله= سوخته
- جینگی =سریع
- جَلدی= سریع
- جُنُم مرگ =ذلیل شده
- صد متری = تمامی بزرگ راه‌های مشهد
- جوز = گردو
- جِز زدن= حرص خوردن
- چُتکه = قلمو یا فرچه رنگ-فرچه فرش شویی
- چُغذَر= چه مقدر چه اندازه
- چَخ چخی/ چق چقی = خفن (عجب ماشین چخ چخیه)
- چُخد، چُخت = سقف
- چِخ کِفتر = به محل نگهداری کبوتر هم در پشت بام خانه هم به مغازه فروش آن میگویند
- چُرنه = لوله خروجی قوری و کتری
- چُغُک = گنجشک
- چُل = آلت جنسی پسر بچه‌ها (دول یا دودول)
- چوری = النگو
- چوسی = دستمال کبوتر بازی
- چُسی آمدن = کلاس گذاشتن
- چُوله غِزَک = مترسک داخل جالیز
- چینگ، چنگ = منقار (در عبارت بسیار توهین‌آمیز «بِبَند چینگته (چینگت را ببند)»، به معنی دهان نیز به کار برده می‌شود)
- چِلاس = شکمو
- خُردو = کوچک
- خُسبیده = خوابیده
- خُسُر= پدر زن (پدر شوهر)
- خار= خواهر
- خاگینه = نوعی نیمرو که قبل از ریخت در ظرف همزده می‌شود
- خیزه = کشُو
- خِفتی = گردن‌بند
- خفت کردن= جلوی کسی را گرفتن
- خوش = مادر زن (مادر شوهر)
- خیت =ضایع
- دادو = نوزاد
- دل = سطل
- دِلِنگون = آویزون
- دُولخ= گرد و خاک
- دیزه= خاله
- دُوری = سینی گرد (تلفظ آن مثل «دور» در دور زدن می‌باشد)
- رازینه = راه پله
- ریجه = طناب (طناف)
- زلفی = زبانهٔ در
- زِنج = شیره درخت، صمغ درخت
- زرتی = خیلی سریع
- سُرسُر = یواشکی (مخفی) حرف زدن
- سَرکن = تراش
- سُلاخ= سوراخ
- سِلِّه = سبد (سِلِّه به چُخت دِلنگونه = سبد به سقف آویزان است)
- سمبولاد/ سرمولات = درب نوشابه
- شِرشِره = دنباله کاغذی که برای بادبادک درست می‌کردند (شرشره کاغذ باد) و گهگاه از آن در تزئین جشن‌ها نیز استفاده می‌شد.
- شور دِدَن (شله‌ها ر شور بده) = هم زدن (شله‌ها را هم بزن)
- شور دِدَن (مسئله یا یک مشاجره) = جلوی حل شدن مسئله را گرفتن، آتش بیار معرکه شدن - مثال: حالا تو هَم هِی شورِش بده
- شلیته = نوعی دامن چین دار
- شو(shu)= شوهر
- شله= نوعی غذای محلی شبیه به حلیم است که با گوشت و گندم و حبوبات زیاد درست می‌شود
- طاس = کاسه
- عَلّاف = بیکار، سرگردان
- غُطِّه خوردن = آب‌تنی کردن (نه الزاماً شنا کردن)
- فِلِکه = میدان (هرچند مختص به گویش مشهدی محسوب نمی‌شود، کمااینکه در شهرهای استان سمنان و گاهی در شمال کشور نیز به میدان فلکه گفته می‌شود
- فِنتی نِدِره= اشکال ندارد
- قبرقه (به کسر ق. به فتح ب) = دنده (دنده‌های پهلوی بدن انسان)
- قرت (به کسر قاف)= شورت (لباس زیر) در قدیم به شلوارک هم گفته می‌شده
- قِلِه = روستا
- قُوِِّه (به ضم ق) = باتری
- قرمه= نوعی غذا که از پختن گوشت بدون چربی درست می‌شود
- قُربِغه=قورباغه
- قرشمال= نوعی توهین که نسبت به کسانی گفته می‌شود که بد دهن می‌باشند
- قُوطّه = آبتنی کردن
- قلفت = قابلمه
- قلفتی = کامل
- قِیسی = توت خشک
- کاغذباد = بادبادک
- کال = مسیر عبور آب، معمولاً جهت خارج کردن نزولات آسمانی از شهر.
- کچه سگ = توله سگ
- کیثیف=غیر بهداشتی
- کُخ = سوسک، کِرم درون میوه
- کُوش = کفش (کُوش‌هاش رو وَر کشید؛ کفش‌هاش رو پاش کرد)
- کُخ نریز = اذیت نکن
- کِرَت (به کسر ک و فتح ر) = دفعه
- کَقّ = میوه نارس
- کُلاج = کسی که چشمش چپ است.
- کِلپسه = مارمولک
- کله رفتن= لج کرد
- کِلِه پا شدن،کِلِه پا رِفتن= زمین خوردن، شکست خوردن
- کِلِش کردن=موقعیت خوبی را گرفتن  زمین زدن
- کِلَف زِدَن (به کسر ک. به فتح ل) = گاز زدن با ولع زیاد، لیس زدن با ولع زیاد، خوردن با اشتهای بالا
- کِشتِه = میوه خشک
- کِلِّه وَنگ = درگیر شدن (مثال:از صب کِلِّه وَنگ ماشینوم(یره) : از ابتدای صبح در حال تلاش برای تعمیر ماشین هستم دوست عزیزم، یا دارم مسایل مربوط به ماشین را حل و فصل میکنم دوست من، مانند بیمه یا غیره)
- کُلُوخ = گل خشک شده متراکم، خاک بهم چسبیده، آجر

کولون = چفت و بست در، چوب بزرگی که پست در میگذاشتند تا مانع ورود افراد از بیرون بشوند، در حال حاضر معنای چفت و قفل زنجیری در را میدهد.
- کون ناشور= آدم کثیف کسی که به نظافت شخصی اهمیت نمیدهد
- کِیکس،کِیس = کیک (منظور کیک تولد نیست بلکه کیک‌های کوچک موجود در بقالی‌ها است)
- کِنداره = بزن به چاک (بیشتر مورد استفاده لات‌ها و ارازل اوباش هست)
- گُرده (به ضم گ) = پهلو
- گشاد=تنبل
- لاخ (مو) = تار (مو)
- لانکا = وسیله بازی ایکه از یک تکه سرب ویک تکه چرم دارای پشم‌های نسبتاً بلند ساخته و باآن (مانند توپ) انواع بازی با پا را انجام می‌دادند خود بازی نیز به همین نام یعنی «لانکا» نامیده می‌شد
- لَتِّه = تکه پارچه کهنه
- لُکّه = مچاله، در هم فرورفته
- لِمَشت = کثیف
- لِنج = ته مانده و بدنه سیب
- لِنجه = چانه زدن
- لووخ = حصیر (نی‌هایی که در بافت نوعی پرده حصیری به کار می‌روند)
- لووش = لجن
- لیفند= طناب بند
- مازولاق= فرفره (فرفرک) وسیله‌ای مخروطی چوبی که با دست چرخانده می‌شود و روی زمین رها می‌شود
- ما رِ گیرفت= خوشحال و متعجب شدن از چیز خاصی (برای نهایت ظرفیت در زمان نوشیدن الکل هم بکار میرود)
- مِس مِس = معطل کردن
- مات  مِمِنَن= متعجب می‌شوند بهت زده می‌شوند
- مشتبا=مجتبی

ملاقی = نورگیر سقف
- مِیتی، مِتی= مهدی
- مکُش مرگِ ما = اعیانی، خیلی باکلاس
- مورچه گازی = مورچه بیابونی
- موسی کو تقی = قمری
- مث سگ =بسیار زیاد (مربوط فعالیت‌های بدنی) مث سگ دویدُم خلیی دویم معنی تحت الفظی آن مثل سگ می‌شود
- میلان = [[کوچه‌های فرعیٍ روبروی هم از یک خیابان اصلی، مثل خیابان سیمتری اول یا دوم احمدآباد. ولی مثلاً کوچه‌های فرعی خیابان عشرت آباد یا خواجه ربیع میلان نیستند.]]
- ناخون جِله = نیشگون (خراشی که بر اثر ناخون بر روی پوست ظاهر شود)
- ناردشور (به کسر د) = ناودان
- نارنجک = نان خامه‌ای
- ناسور =زدگی، دوپهن شدن، زخمی شدن، بر اثر ضربه پوست کن شدن، (در مورد فلزات نیز کاربرد زیادی دارد)
- ناشور= نشسته
- ناسوس = تلمبه‌یِ دوچرخه
- نواسه= نوه
- نَوَردِبون=نردبان
- ناشور = نشسته
- هم زلف (به ضم ز) = باجناغ
- همسِده = همسایه
- وَخِه - وخز - ورخز = برخیز، پاشو (بلندشو)
- وَرچُپه = برعکس
- وا کو (وا کُ)= باز کن (درِ وا کُ = لطفا درب را باز نمایید)
- وا رِفتن=  باز شدن، بی حس شدن، توان کار را از دست دادن. (یهو از هم وا رَف : یکباره توان کار را از دست داد، به دشت بی رمق شد)
- یاد دِشتَن (داشتن) = بلد بودن
- یَره، یَرٍ‌گِه = یارو (الزاما معانی کلمه یارو را به همراه ندارد. معنی و منظور به‌کارگیری این کلمه را لهن، چگونگی تلفظ و استرسی که در هنگام تلفظ آن به کار گرفته می‌شود مشخص می‌کنند)
- یَقَنی = یقه سفیدی که در مدارس ابتدائی قدیم روی یقه کت دوخته می‌شد وجزء لباس فرم مدارس بود.
- ليسَک=آبنبات چوبي
- یَخَن= یقه
- وِسنی = هوو (زن دوم شوهر)
- آق میرزا = داماد
- نواسه = نوه (فرزند فرزند)
- آقا کلون = پدربزرگ
- ننه کلون = مادربزرگ
- اُو = آب

### صداها در گویش مشهدی
- صدای شکستن = جِرینگَست
- صدای افتادن جسم سنگین = گُرمْبَست
- صدای افتادن جسم سبک = تُرپَست
- صدای کشیده شدن ورق = خِشَست
- صدای آتش گرفتن = هُوفَستَ
- صدای عبور وسیله تندرو = وِژَست
- صدای سیلی = شَرقَست
- صدای ترکیدن = تَرقَست
- صدای خورد شدن جسم زیر دندان = کُرُچَست
- صدای افتادن غیرمنتظره جسم = هووست

### احوال پرسی مشهدی
احوال پرسی: 

سلام = سلام(selam)

خوب هستید؟ = خوبن؟ (khooben)

خوب هستید که ان شاء الله؟ = ایشالله خوب هَستِن که؟ (Ishalla khoob hasten ke)

حالتان خوب است؟ = حالتان (ن در صورت تلفظ بسیار خفیف شنیده می‌شود یا هرگز شنیده نمی‌شود) خوبه؟ (haltan khoobe)

چکار می‌کنید؟ = چه کار (چه و کار به سرعت و در پس هم تلفظ می‌شوند و حرف ر نیز در اغلب موارد تلفظ نمی‌شود، به این صورت: «چـِکا») مُکنن؟ (che kar mokonen)

خوش می‌گذرد؟ = خوش مِگذِره؟ (khosh megzere)

## شعر مشهدی
شعر زیر، اثری است ماندگار از استاد عماد خراسانی که به گویش مشهدی سروده شده‌است:
| یَرِگَِه کارِ مُ و تو دِرَِه بالا مِگیره          |  | ذره ذره دِرَِه عشقت تو دِلُم جا مِگیره       |
| روز اول به خودُم گُفتُم ایَُم مثل بَقی        |  | حالا کم‌کم مِبینُم کار دِرَِه بالا مِگیره     |
| چَن شَبه واز مُدوزُم چشمامه تا صُبحه به چُخت  |  | یا به یک سَم بیخودی مات مِمِنِه و را مِگیره |
| چَن شَبه و از مثِ چل سال پیش اَزی مرغ دِلُم   |  | تو زمستون بَِهَنِهٔ سِبزه و صحرا مِگیره       |
| تا سحر جُل مِزِنُم خواب به سُراغُم نِمیه       |  | هی دِلُم مثل بِچه بَِهَنِه بی‌جا مِگیره         |
| مُگُمِش هرچی که مرگت چیه کوفتی! نِمِگه       |  | عوضش نق مِزِنِه و ذکر خدایا مِگیره         |
| پیری و معرکه‌گیری که مِگَن کار مُویه        |  | دِرِه کم‌کم ای کتاب صفحه پِنجاه مِگیره      |
| اوکه عاشق شده پنهون مُکُنِه مثل اویِه       |  | که سِوار شتر و پشتشِه دولا مِگیره         |
| کوتا کِردَن دامنارِ تا بیخِ رون، مشتی عماد! |  | دِگَِه مجنون توی خواب دامن لیلا مِگیره     |

این شعر با صدای استاد محمدرضا شجریان، با عنوان عشق پیری و در دستگاه (در گوشه‌های: زابل، مویه، مخالف) خوانده و منتشر شده‌است.